# 40 obras fundamentales (álbum recopilatorio de Viejas Locas)
40 obras fundamentales es el título del segundo álbum recopilatorio del grupo de rock argentino Viejas Locas. Fue publicado en el año 2010 por la discográfica Universal (luego del regreso de la banda en el 2009). Al igual que "Sigue pegando", incluye la canción "El hombre suburbano", grabada con Pappo.

## Lista de canciones
CD 1

| N.º | Título                             | Duración |  |
| 1.  | «Adrenalina»                       |          |  |
| 2.  | «Todo sigue igual»                 |          |  |
| 3.  | «Damelo»                           |          |  |
| 4.  | «Me gustas mucho»                  |          |  |
| 5.  | «Botella»                          |          |  |
| 6.  | «Todo terminó»                     |          |  |
| 7.  | «Homero»                           |          |  |
| 8.  | «Una vez más»                      |          |  |
| 9.  | «Aunque a nadie ya le importe»     |          |  |
| 10. | «LegalíZenla»                      |          |  |
| 11. | «Una espina en el ojo»             |          |  |
| 12. | «Árbol de la vida / Voy a dejarte» |          |  |
| 13. | «638...»                           |          |  |
| 14. | «Excusas»                          |          |  |
| 15. | «Una piba como vos»                |          |  |
| 16. | «Buey (Qué mierda es?)»            |          |  |
| 17. | «Psicodélica mujer»                |          |  |
| 18. | «Estamos llegando»                 |          |  |
| 19. | «Sé que lo atraparé»               |          |  |
| 20. | «Niños»                            |          |  |

CD 2
| N.º | Título                           | Duración |  |
| 1.  | «Intoxicado»                     |          |  |
| 2.  | «Sacatelo»                       |          |  |
| 3.  | «Eva»                            |          |  |
| 4.  | «Perra»                          |          |  |
| 5.  | «Dos nenas»                      |          |  |
| 6.  | «El hombre suburbano»            |          |  |
| 7.  | «Chico de la Oculta»             |          |  |
| 8.  | «Nena, me gustas así»            |          |  |
| 9.  | «Caminando con las piedras»      |          |  |
| 10. | «Te empezás a chorrear»          |          |  |
| 11. | «Hermanos de sangre»             |          |  |
| 12. | «Difícil de entender»            |          |  |
| 13. | «Tirado y enrollado»             |          |  |
| 14. | «Todavía estás ahí»              |          |  |
| 15. | «Balada para otra mujer»         |          |  |
| 16. | «Puente la Noria»                |          |  |
| 17. | «La simpática demonia»           |          |  |
| 18. | «Tornillo eterno»                |          |  |
| 19. | «Descansar en paz»               |          |  |
| 20. | «¿Qué vas a hacer tan sola hoy?» |          |  |

- Datos: Q10843403